# Антоніо Гаї
Антоніо Гаї (італ. Antonio Gai 3 травня, 1686, Венеція — 4 червня, 1769, Венеція) — венеційський скульптор XVIII століття, перехідної доби від пізнього бароко і рококо до класицизму.

## Життєпис

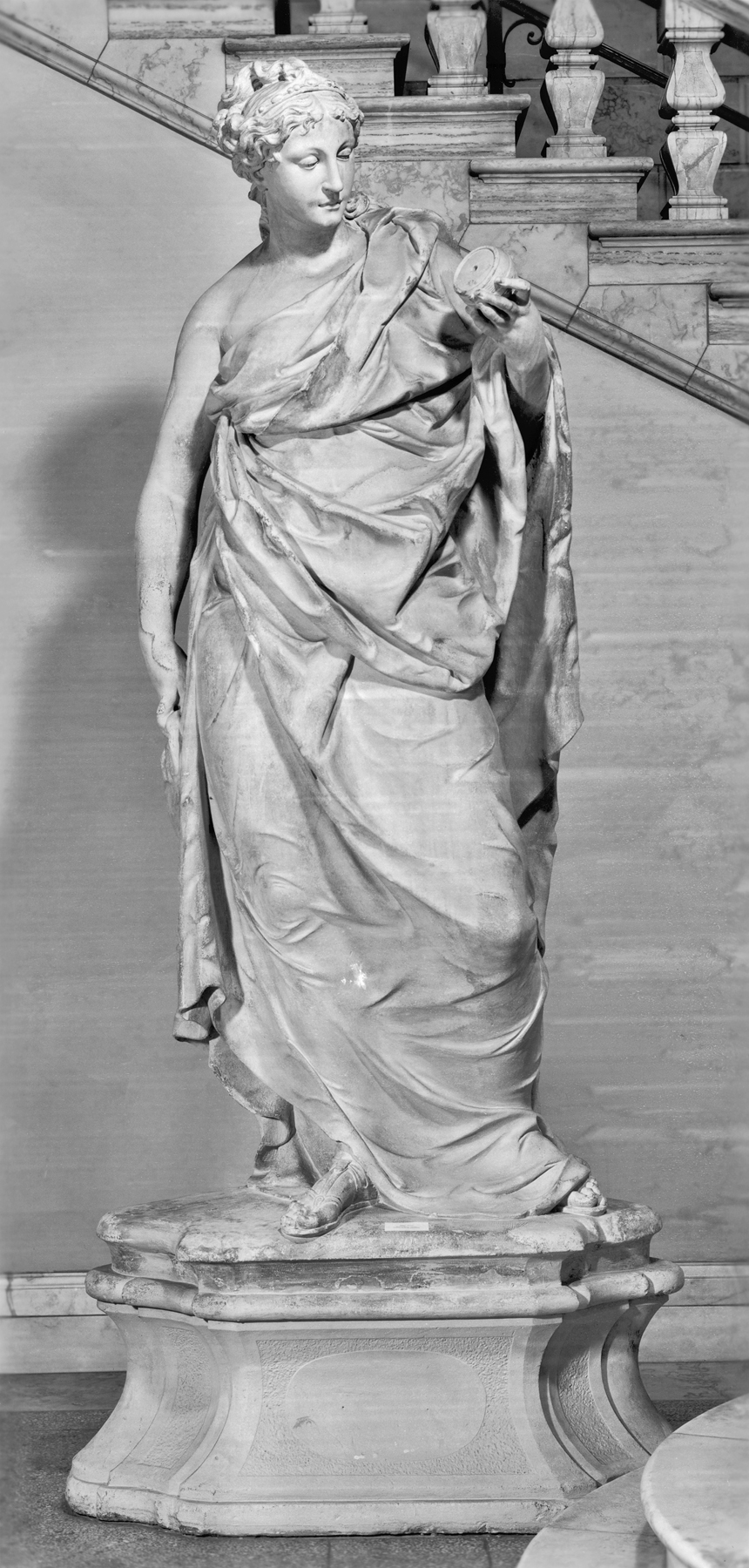
Богиня астрономії Уранія. Художній музей Волтерс, Балтимор, Сполучені Штати.

Народився у Венеції в сім'ї маловідомого скульптора Франческо Гаї.
Художні навички почав опановувати в майстерні батька, а згодом — в майстерні скульптора Оттавіо Кальдерона. Почав працювати різьбярем. Відомо, що працював над декором деяких книжкових шаф у венеційській бібліотеці Марчіана.
До створення скульптур з мармуру звернувся лише 1720 року. Серед перших замов — садово-паркові скульптури та декоративні вази для вілли Дольфін поблизу міста Карпенедо. Це був початок 1720-х років, коли він сам вважався ще різьбярем. Праця для саду вілли стала можливою через відмову від робіт скульптора Джузеппе Торретто.
1733 року він отримав замову на бронзові рельєфи для дверей лоджії дель Сансовіно біля підніжжя дзвіниці собору Сан Марко. Лоджію зачинили, аби там не вештались зайві. На рельєфах є підпис майстра з вказівкою, що працювали і його сини. Роботи, виконані для центральної площі Венеції, сприяли підвищенню авторитету міста. Їх бачив шведський майстер Карл Густав Тессін, котрий назвав Антоніо Гаї «майже Мікеланджело». Венеційський скульптор був майстром перехідної доби від бароко до рококо, тому виконав декілька творів в цій стилістиці для британського ринку мистецтв за сприяння англійця Джозефа Сміта, банкіра і колекціонера. Він також працював по замовам британського консула в Венеції.
Скульптор користувався авторитетом у місті. Тому Антоніо Гаї 1738 року запросили до комісії експертів для аналізу художньої колекції, залишеної Жераром Сагредо. До складу експертів увійшли також художники Джованні Баттіста П'яцетта, Джованні Баттіста Тьєполо, П'єтро Лонгі.
До періоду зрілості майстра належать декілька декоративних рельєфів і алегоричні та сакральні скульптури, серед яких «Християнська віра», «Міць» для церкви Сан Відаль, апостоли Св. Петро і Павло, Св. Карло Боромей, скульптури янголів тощо. Антоніо Гаї не забував про цивільних замовників і радо працював для них, особливо для заміських вілл та палаців на террафермі, континентальних володіннях венеційських багатіїв. Це серія скульптур «Чотири пори року» для палацу в місті Віченца (перенесені нині в парк Кверіні), а також скульптури для вілли Содеріні, в Міра Векья, в Фієссо д'Артіко, для вілли Пізані.
До цього періоду належать і алегоричні скульптури, призначені декорувати парадну сходову клітку палацу Пізані на шляху до бібліотеки. Первісно вони стояли в нішах, це «Богиня астрономії Уранія», «Алегорія Пізнання», «Алегорія Миру», «Невідома муза з сувоєм». Скульптор подав всі фігури в повний зріст, з деякими атрибутами мистецтв, в довгих і розкішних шатах. Обличчя і жести ідеалізовані, але віртуозно пророблена передній, «фасадний» бік скульптур надав їм привітно-урочистого настрою, що передував вивченню мистецтв і наук у бібліотеці. Чотири алегоричні скульптури були придбані для Художнього музею Волтерс в Сполучених Штатах.
13 лютого 1756 року за наказом венеційського Сенату заснована Венеційська академія витончених мистецтв як навчальний заклад для навчання молоді. Була сформована перша черга викладачів для академії, що нараховувала тридцять шість осіб. Серед запрошених на викладацьку посаду був і літній скульптор Антоніо Гаї. 1764 року він обійняв посаду президента Венеційської академії. 1765 року отримав замову на дві скульптури для нового фасаду венеційської церкви Сан Рокко — Сан Лоренцо Джустініані та Блаженний Григоріо Барбаріго. Над фігурами працювали здебільшого його сини Франческо та Джованні.
Скульптор помер у Венеції на 83 році життя.

## Родина
Був двічі одружений. Мав двох синів (Франческо і Джованні), що допомагали батькові в його майстерні.

## Галерея вибраних творів

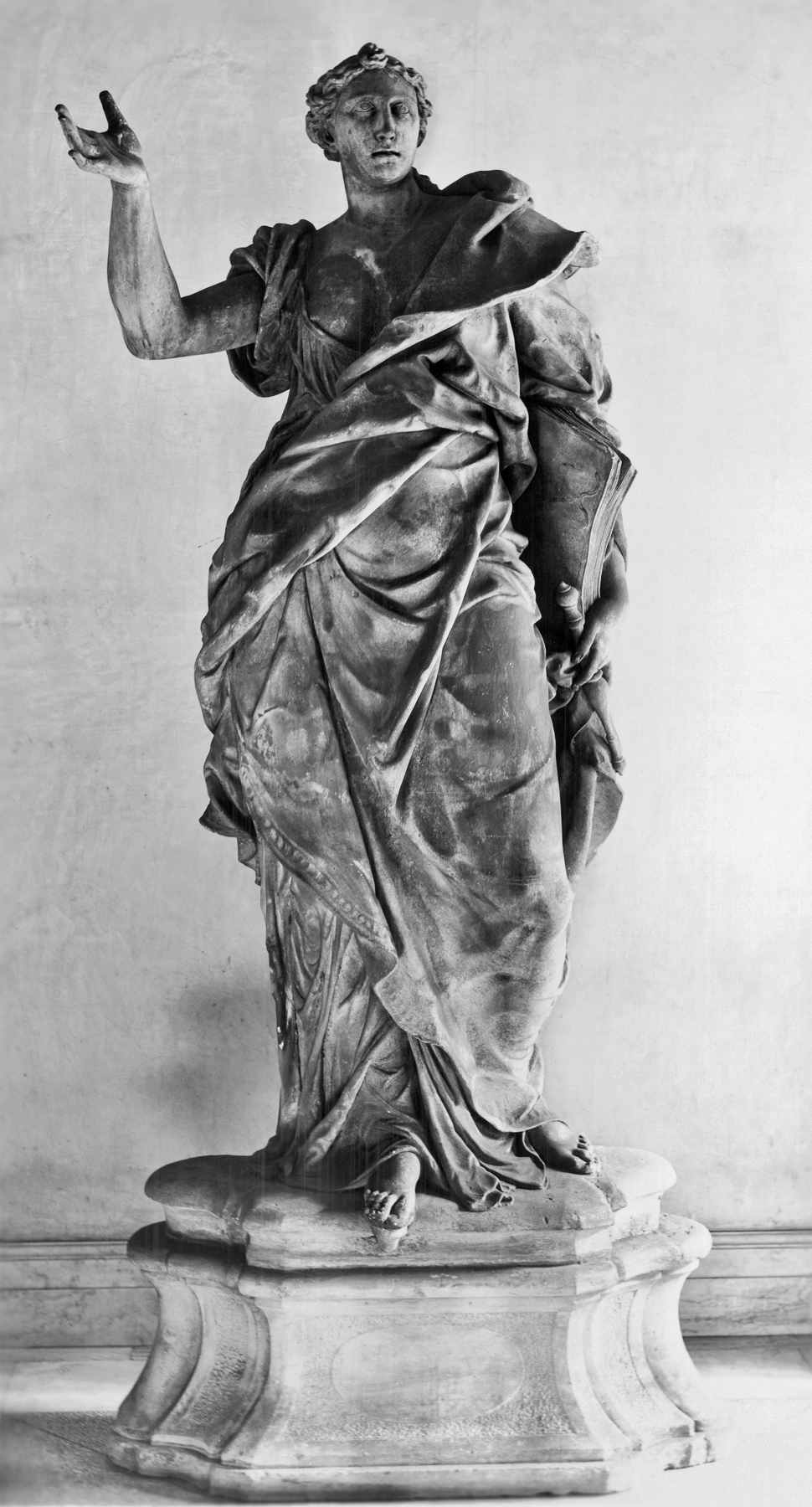
Антоніо Ґаі. «Алегорія Пізнання», Художній музей Волтерс
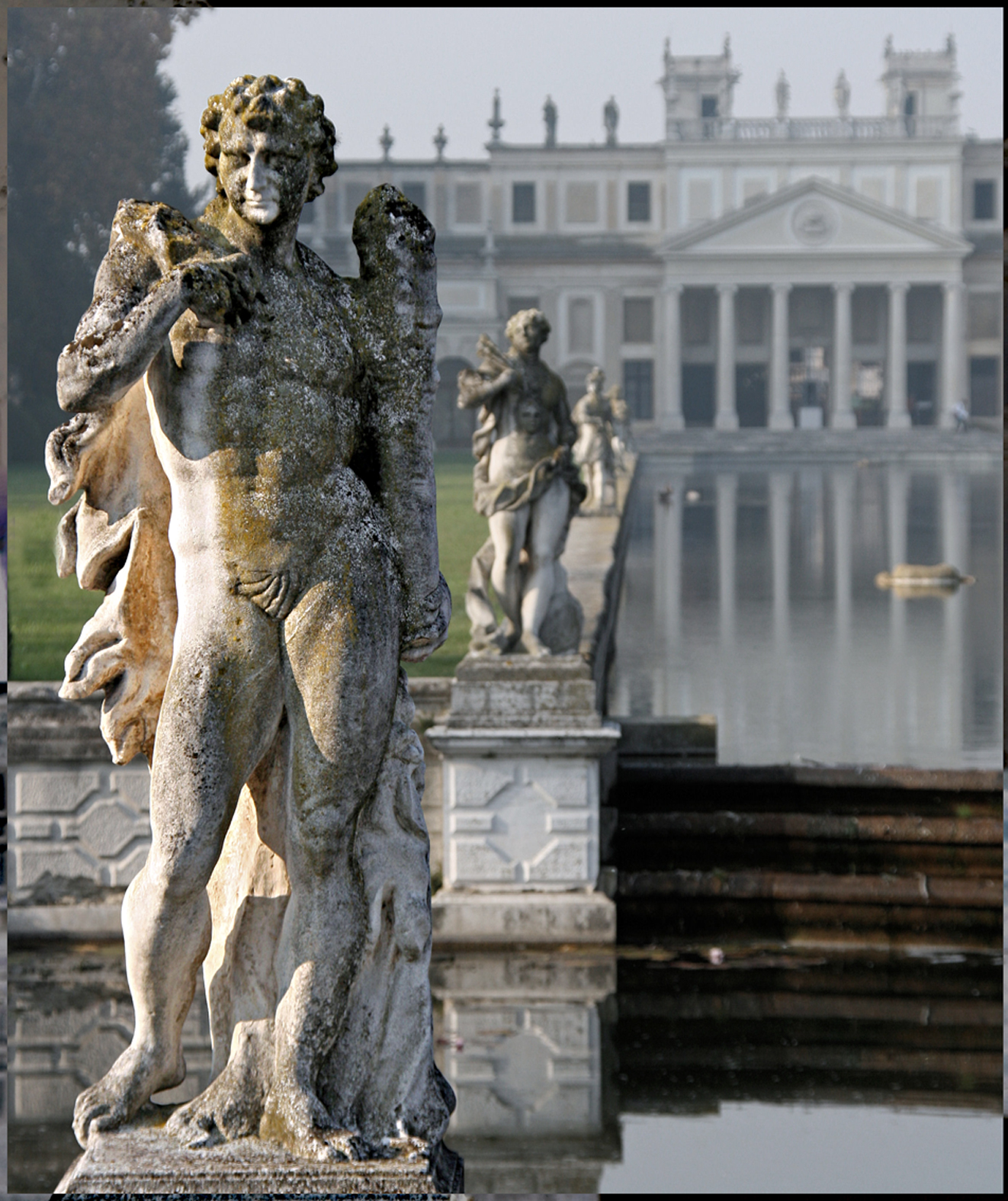
Скульптура вілли Пізані.
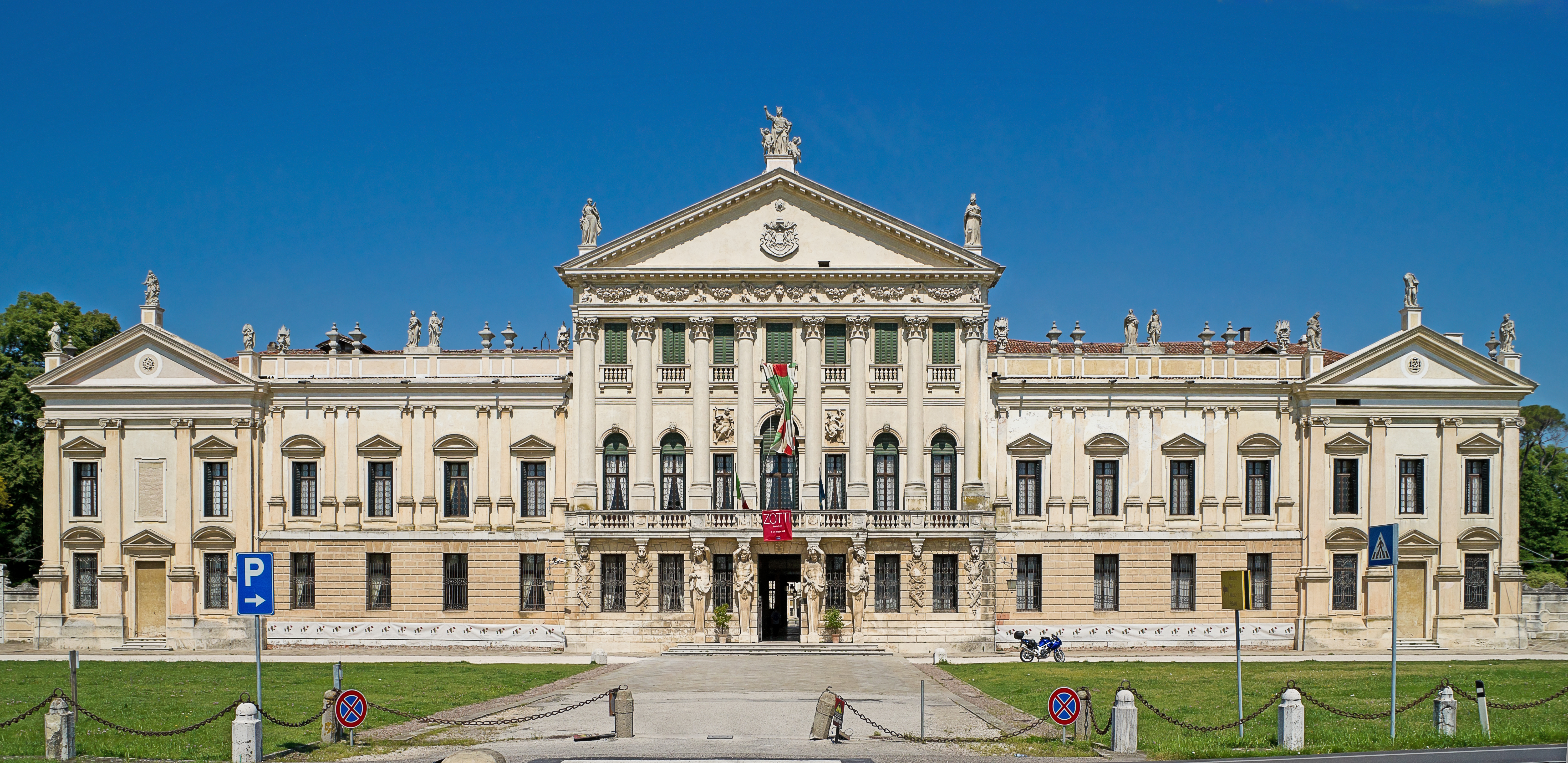
Палац Вілли Пізані в Стра.
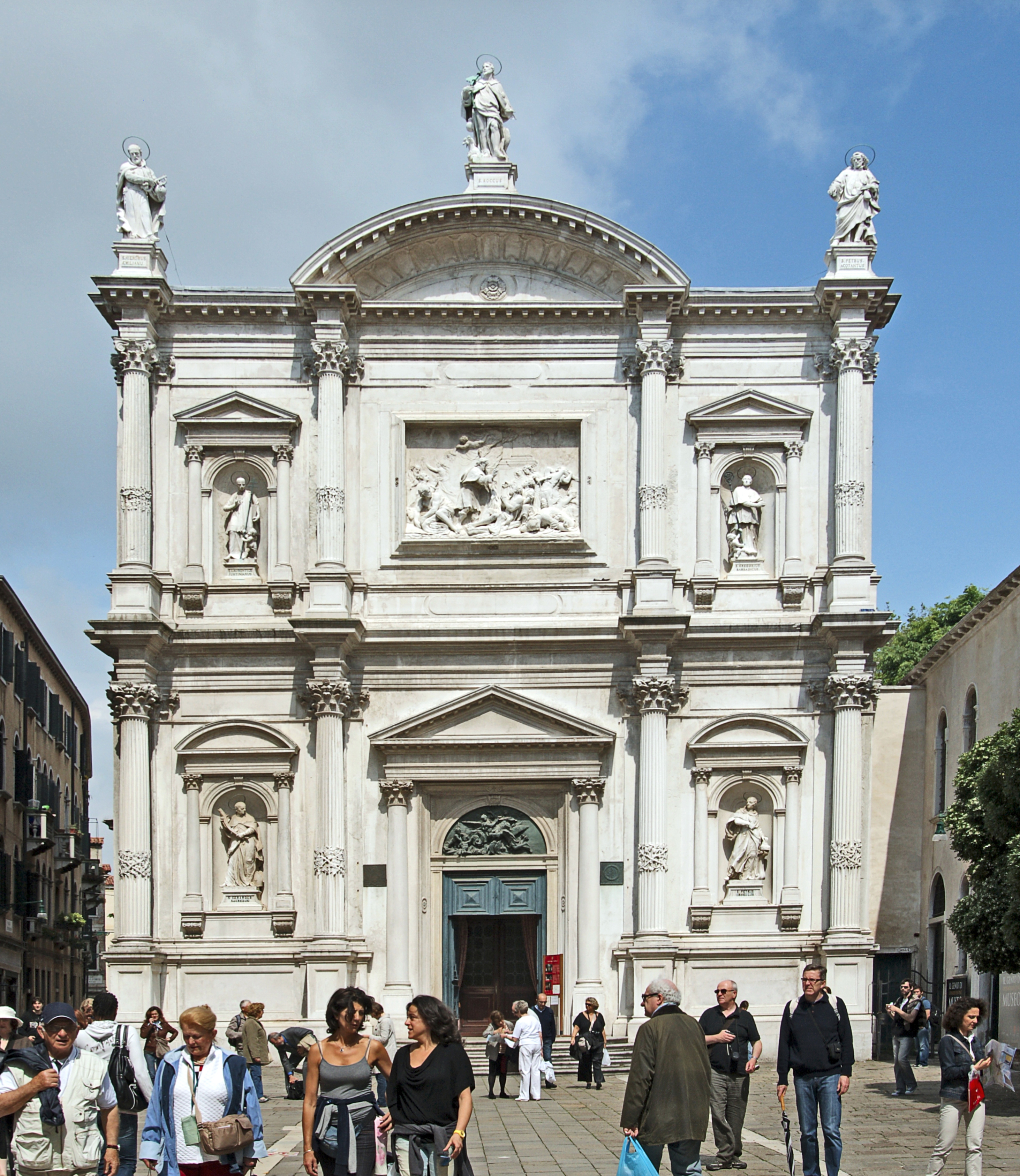
Церква Сан Рокко, головний фасад, Венеція.
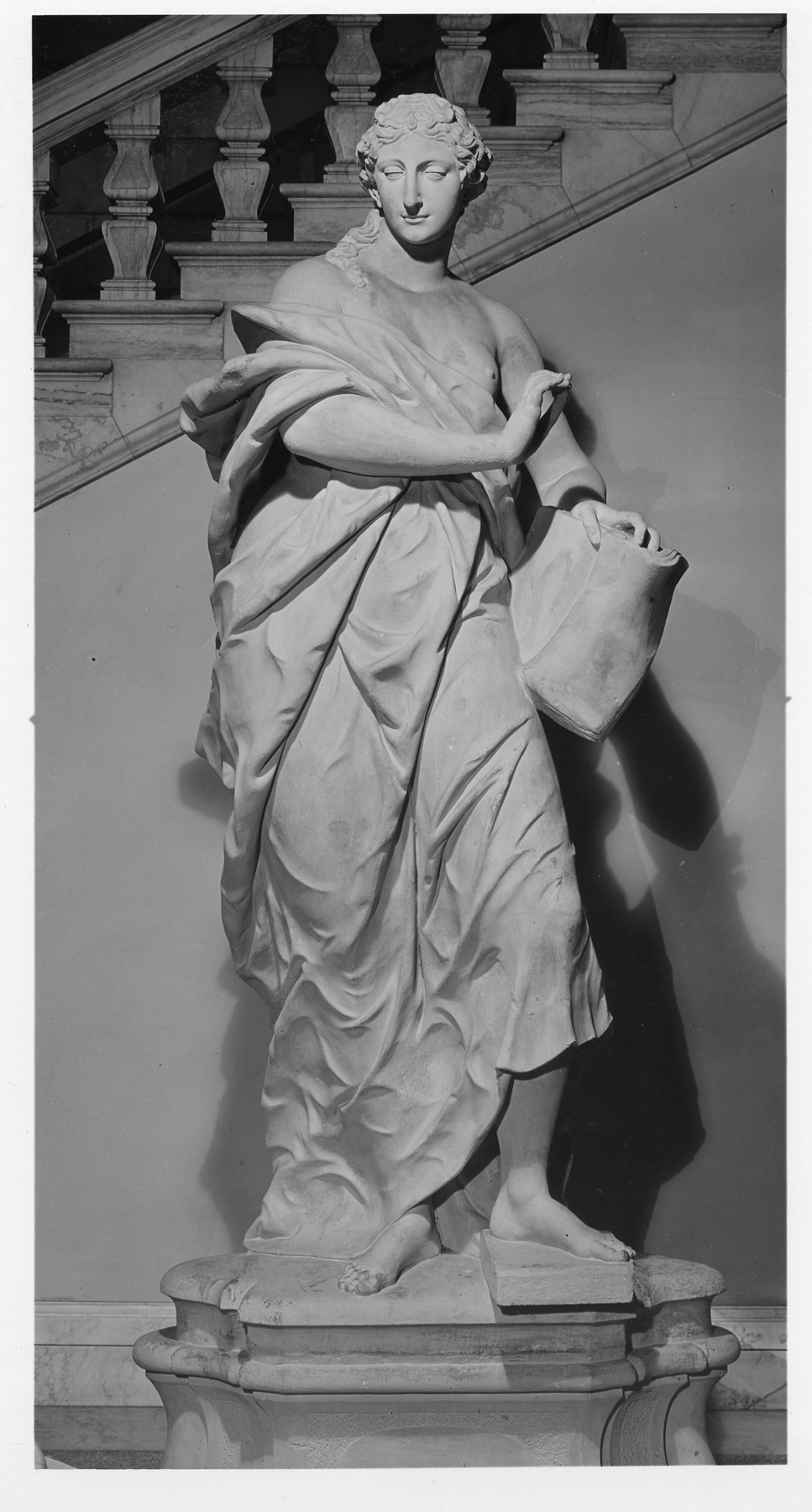
«Невідома муза з сувоєм», Художній музей Волтерс
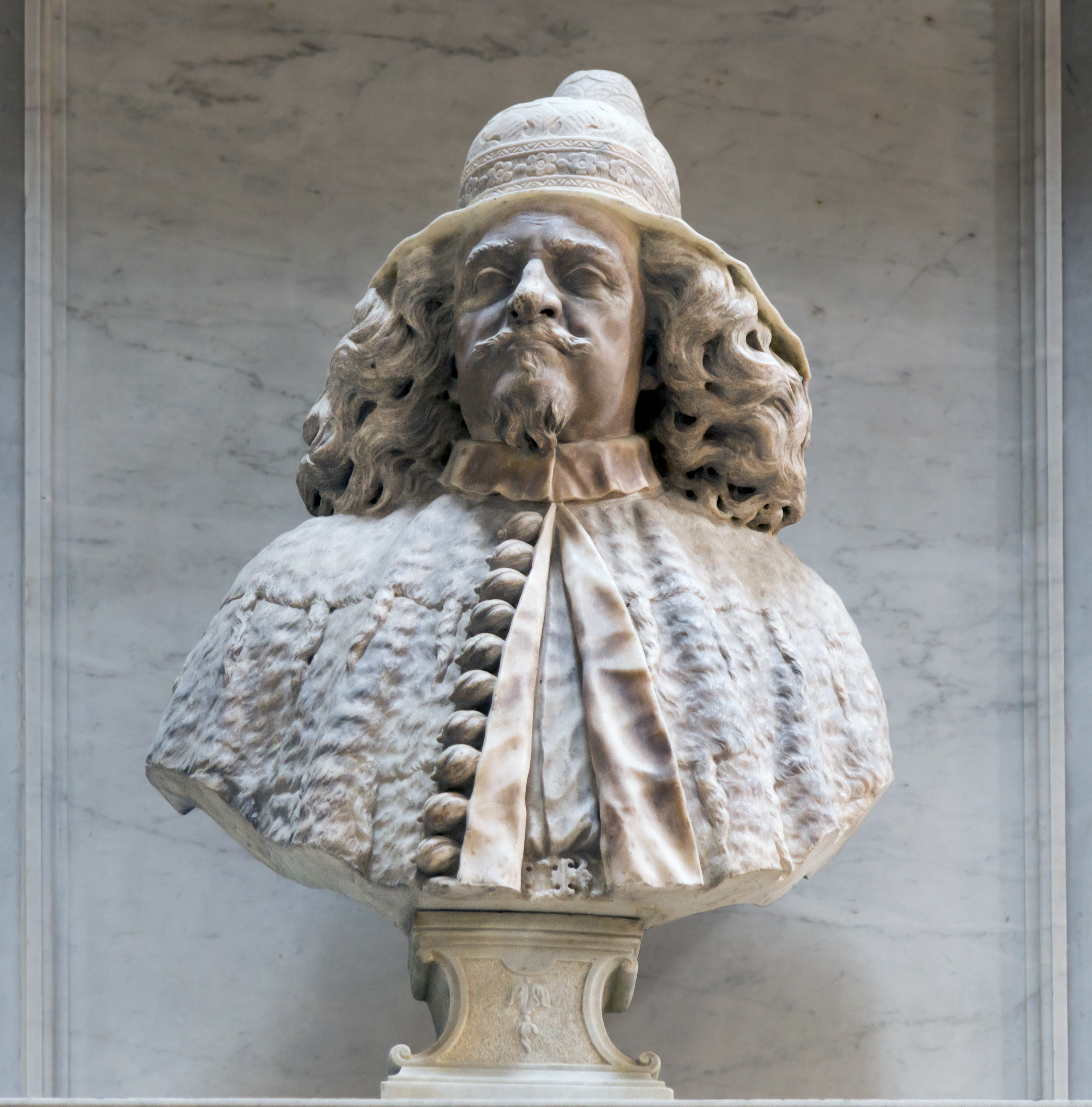
Антоніо Гаї. Ніколо Сагредо, погруддя.